# Переулок Каховского (Санкт-Петербург)
Переулок Кахо́вского — расположен в Василеостровском районе Санкт-Петербурга на острове Декабристов, проходит от площади Балтийских Юнг до бокового проезда Наличной улицы.

## История
- Начало XIX века — проложена дорога от переулка Декабристов через приморскую часть острова до берега Финского залива (от современного дома № 7);
- Вторая половина XIX века — продление дороги с поворотом параллельно берегу Малой Невы.
- Перед Первой мировой войной начинает осуществляться проект застройки «Нового Петербурга» (зодчие И. А. Фомин и Ф. И. Лидваль), образован дугообразный поворот, с которого начинается переулок. В 1915 году присвоено название Северный проспект
- 1940 год — переименован в честь декабриста П. Г. Каховского.

## Объекты
- Дом № 1/22: боковой фасад пятиэтажного корпуса Морской школы OCTO;

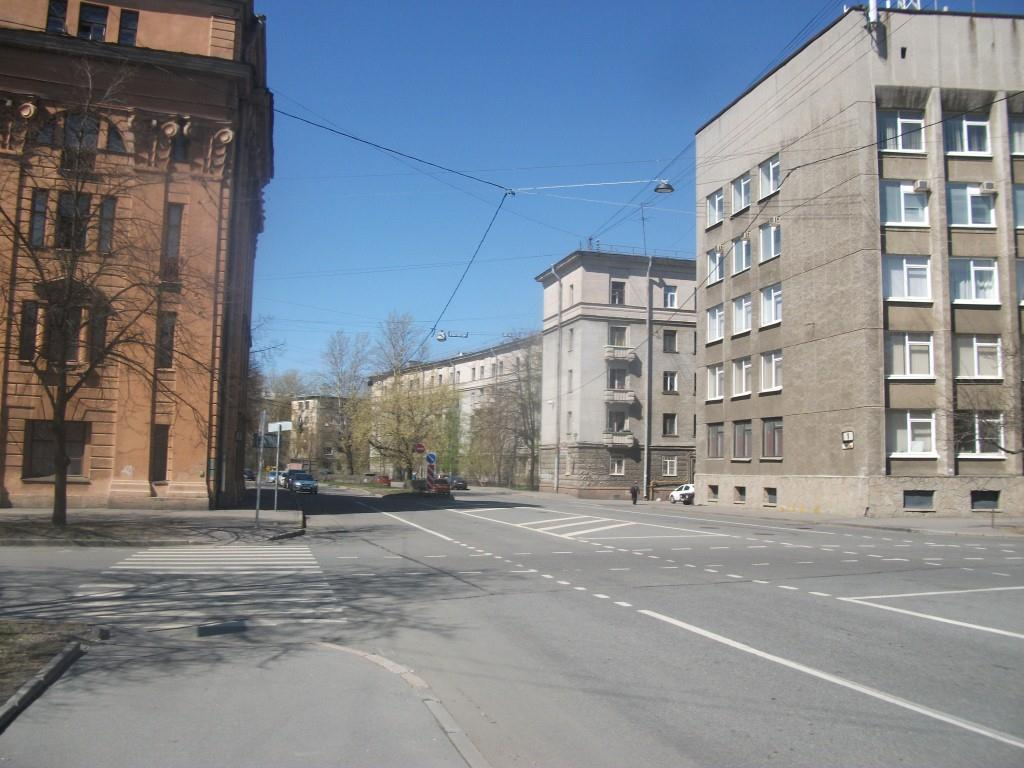
Переулок Каховского со стороны площади Балтийских Юнг

- Дом № 2 — возведён в 1912 году по проекту И. А. Фомина и Э. Е. Шталберга. После революции несколько десятилетий его занимала школа, затем один из факультетов Педагогического института имени А. И. Герцена, затем школа-интернат. Ныне — факультет музыки РГПУ имени А. И. Герцена.
- Дом № 3: возведён в 1934—1937 годах по проекту архитекторов В. М. Гальперина и О. В. Боброва для работников текстильной промышленности. Его ровесники — корпуса № 1 и № 2 дома № 5. 1930-х годах третьим и четвёртым этажами надстроили дом № 7. Таким его и проектировал в 1899 году известный архитектор В. Ф. Розинский, но строительство в 1904 году остановилось после окончания второго этажа.

Сразу за домом № 7 от переулка отходит вправо безымянный проезд. Это часть улицы, проложенной в начале XX века и в 1915 году получившей название Кавказской. По ней можно пройти к памятнику на предполагаемом месте тайного захоронения пяти казненных декабристов. Вблизи действительно в XIX веке погребали самоубийц. При специально проведенных раскопках в 1917 году обнаружили останки нескольких человек. В 1926 году там установили закладной камень, а в 1939 году — обелиск из чёрного полированного гранита, спроектированный архитектором В. Н. Бобровым. На постаменте вырублена надпись: «1826—1926 заложен в память столетия казни декабристов П. И. Пестеля, К. Ф. Рылеева, С. И. Муравьева-Апостола, М. П. Бестужева-Рюмина, П. Г. Каховского. 13-25/ 19.VII.26. В. О. Райисполком». Вокруг монумента разбит сквер.

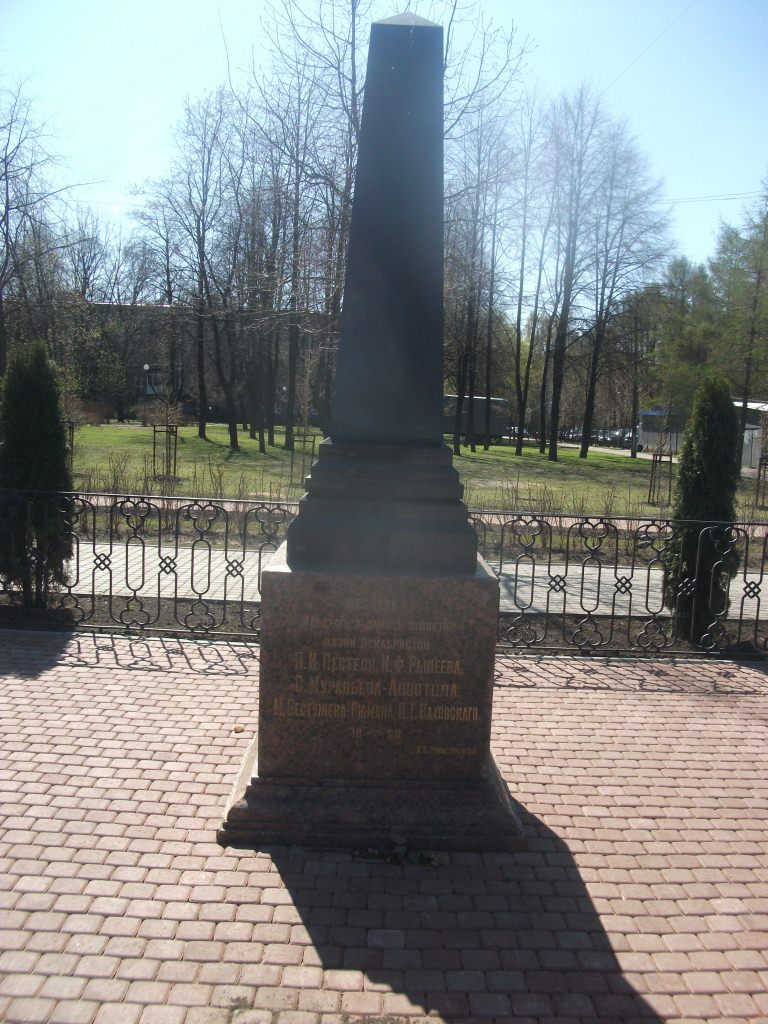
Стела на предполагаемом месте захоронения казнённых декабристов, сад Декабристов

- Дом № 9: школа (1930-е годы). В годы Великой Отечественной войны здесь располагалась рота водолазов, позднее находился интернат. С 1998 года после ремонта здесь располагается Академическая гимназия имени Д. К. Фаддеева Санкт-Петербургского государственного университета.
- Дом № 10: вплоть до конца XIX века данный участок занимали керосиновые склады. В 1898-м землю под застройку выкупило общество «Новый Петербург». Акционеры решили возвести на участке два доходных дома П-образной формы, возглавить проект пригласили архитектора Василия Розинского. Он спроектировал четырёхэтажное здание со сдержанным оформлением в эклектичном стиле, которое было достроено к концу 1899-го. В 1911-1913 годах для нового владельца дом перестроили под руководством архитектора Ивана Фомина, на этот раз с более выразительным декором фасадов. В 1930-х здание надстроили пятым этажом[1].
- Дом № 11: районное отделение ГИБДД. До 1970-х годов двухэтажный дом занимали 1-й экспедиционный отряд подводно-технических работ и правление рыболовецкого колхоза имени В. И. Ленина;

Там, где нечётная сторона переулка, оканчиваясь, подходит к Наличной улице, к этому же рукаву Малой Невы в начале XX века проложили короткий канал, осушавший местность. На его берегу стоял деревянный дом известного в то время артиста Императорского Александрийского драматического театра Г. Г. Ге.